# Натузиус, Иоганн Готлиб
Иоганн Готлиб Натузиус (30 апреля 1760, Барут (Марк) — 23 июля 1835, Хальденслебен) — германский прусский промышленник и землевладелец, один из крупнейших германских предпринимателей рубежа XVIII и XIX веков. Многие из его детей стали известными деятелями науки.
Родился в семье сборщика налогов в Саксонии. В 1774 году завершил среднее образование в Берлине, но дальше учиться не смог по причине бедности семьи, хотя увлекался чтением литературы по экономике. В 1780 году завершил период ученичества и четыре года работал клерком, а затем бухгалтером в торговом доме Сегенвальда в Магдебурге. Уже в 1785 году после смерти владельца возглавил этот торговый дом совместно с Иоганном Вильгельмом Риттером. Своё состояние сделал на торговле табаком, когда в Пруссии после смерти Фридриха II была отменена государственная монополия на табак: уже в 1787 году им было нанято 30 рабочих. Когда при Фридрихе Вильгельме II монополия была временно восстановлена, был директором этой фабрики. К 1801 году был самым богатым жителем Магдебурга, на которого работало 300 человек. В этот период времени также начал заниматься сельским хозяйством: устроил плантацию цикория, служившего заменителем кофе.
Удачная женитьба в 1809 году принесла ему в собственность секуляризованный монастырь в Альтхальденслебене, где уже в 1810 году был выстроен его фамильный замок Гундисбург. Затем он приобрёл имения в Кёнигсборне, Мейендорфе и других местах. Натузиус стал основателем фактически первой в истории германских государств промышленной и сельскохозяйственной группы: в последние десятилетия жизни его богатство неуклонно росло, одновременно он начинал заниматься всё новыми видами деятельности. К концу жизни ему принадлежало более тридцати предприятий в различных отраслях, включая поля и овощные плантации в его имениях, мельницы и маслодельни, макаронные фабрики, винокуренный и крахмальный заводы, заводы по производству плодового вина и уксуса, сахарный завод, где сахар производили из свёклы, пивоварня, кирпичный завод и каменоломня, фарфоровый и фаянсовый заводы, фабрика по производству сельскохозяйственного инвентаря.
Одновременно с бизнесом увлекался садоводством и имел в собственности обширные сады. После поражения Наполеона Бонапарта выступал за политические и экономические реформы, был представителем буржуазной оппозиции правительству и избирался в провинциальный саксонский ландтаг.